# Elena Gheorghe
Elena Gheorghe (Boekarest, 30 juli 1985) is een Roemeense zangeres.
Zij deed voor Roemenië mee aan het Eurovisiesongfestival in 2009 met het lied The Balkan girls. Zij eindigde in de eerste halve finale als negende met 67 punten, hierdoor kwalificeerde zij zich voor de finale waarin zij 19de werd met 40 punten.

## Discografie

### Albums
| Album met eventuele hitnotering(en) in de Nederlandse Album Top 100 | Datum van verschijnen | Datum van binnenkomst | Hoogste positie | Aantal weken | Opmerkingen |
| ------------------------------------------------------------------- | --------------------- | --------------------- | --------------- | ------------ | ----------- |
| Disco romancing                                                     | 15-10-2012            |                       |                 |              |             |

### Singles
| Single met eventuele hitnotering(en) in de Nederlandse Top 40 | Datum van verschijnen | Datum van binnenkomst | Hoogste positie | Aantal weken | Opmerkingen                 |
| ------------------------------------------------------------- | --------------------- | --------------------- | --------------- | ------------ | --------------------------- |
| Disco romancing                                               | 21-02-2011            | 16-07-2011            | 19              | 7            | Nr. 59 in de Single Top 100 |
| Midnight sun                                                  | 2011                  | 10-09-2011            | 9               | 12           | Nr. 21 in de Single Top 100 |
| Your captain tonight                                          | 2012                  | -                     |                 |              | Nr. 95 in de Single Top 100 |